# Albert van Cuyck
Albert van Cuijck (rond 1130 - Luik, 2 februari 1200) was van 1194 tot aan zijn dood de 39e bisschop van Luik.

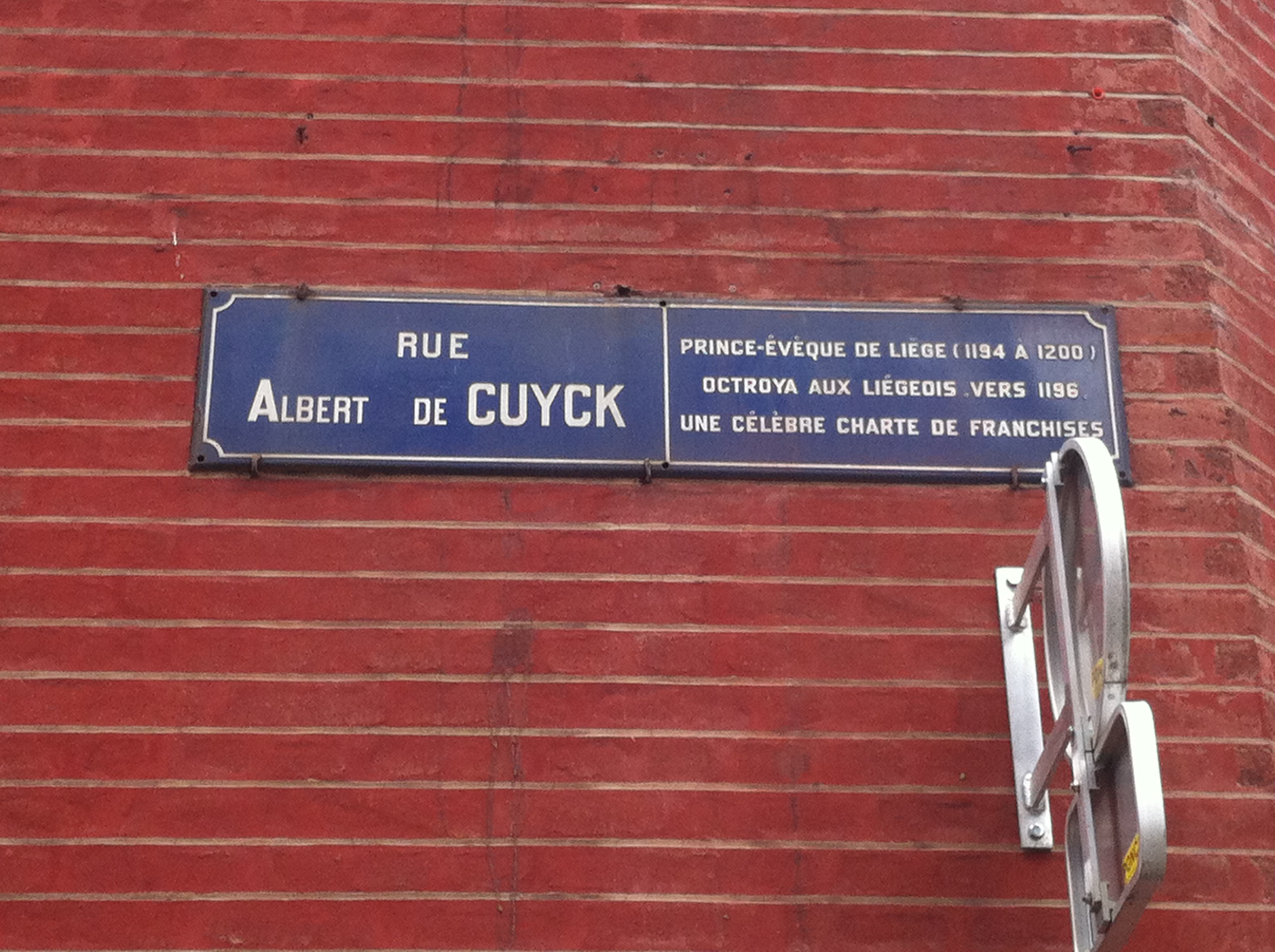
Straat in Luik vernoemd naar "Albert de Cuyck"

Over het leven van Albert van Cuijck is weinig bekend. Zijn vader was Herman van Cuijk. Zijn moeder was een onbekende dochter van Otto II van Chiny en Adelheid van Namen. Tijdens zijn episcopaat was hij de leenheer van Lodewijk II, graaf van Loon.
Van Cuijck was aartsdiaken van het kapittel van Sint-Lambertus en proost van het Sint-Pauluskapittel in Luik. Hij keerde zich tegen de woelige bisschopsverkiezing van Simon van Limburg en bekwam dat paus Celestinus III deze in 1194 annuleerde. Van Limburg legde zich er niet bij neer en reisde met zijn concurrent naar Rome voor pauselijke arbitrage. Van Cuijck won het pleit en Van Limburg werd kardinaal.
Bij zijn terugkeer lijkt Van Cuijck enige moeite te hebben ondervonden om zich te doen aanvaarden. In 1196 werd hij gewijd tot bisschop van Luik door aartsbisschop Adolf I van Altena van Keulen. Datzelfde jaar verleende hij de Luikenaars een keure die hun gewoonterechtelijke vrijheden op schrift stelde in het Charter van Albert de Cuyck. Beroemd is het verbod op huiszoekingen zonder toestemming van de bewoner. De onschendbaarheid van de woning gaf aanleiding tot de lokale uitdrukking Pauvre homme en sa maison est roi, die terug te vinden is in een later charter van bisschop Heinsberg uit 1424. Ook de steden Ciney, Hoei, Dinant en Tongeren kregen eind 12e eeuw stadskeuren. In Luik gaf hij toestemming om nieuwe stadsdelen te ommuren.
In de strijd tussen Filips van Zwaben en Otto de Welf, losgebarsten na de plotse dood van keizer Hendrik VI in 1297, koos Van Cuijck onverzettelijk de kant van de eerste. Hij trok zich even terug in het Kasteel van Hoei. In 1200 overleed hij aan malaria quartana, opgedaan in Rome.
Zijn graf is begin 20e eeuw opgegraven onder de Place Saint-Lambert en geïdentificeerd dankzij een loden naamplaatje. De beenderen zijn overgebracht naar de Sint-Pauluskathedraal.

## Standbeelden
- Alphonse de Tombay maakte in 1881-1884 een standbeeld van Albert van Cuijck voor de neogotische vleugel van het Paleis van de Prins-bisschoppen.
- In Hoei maakte Pierre Pétry in 1966 de sculptuur Les bourgeois. Een van de vijf figuren draagt Van Cuycks blazoen.

## Voetnoten
1. ↑  Het document is slechts bekend uit een bekrachtiging door koning Filips van Zwaben uit 1208, wat enige twijfel over de authenticiteit toelaat.